# Pekinška patka
Pekinška patka (srbsko Пекиншка Патка, »pekinška raca«) je bila srbska punk skupina iz Novega Sada, ki so jo leta 1978 ustanovili pevec Nebojša Čonkić – Čonta, kitarist Sreten Kovačević – Sreta, bobnar Laslo Pihler in kitarist Boško Prosenica. Izvajali so melodični punk po zgledu britanske punk scene in veljajo za pionirje srbskega punka.

## Zgodovina
Čonkić je navdih dobil ob obisku Londona. Njihov prvi nastop v novosadskem Klubu 24 so zgroženi organizatorji prekinili. Pozornost širše javnosti so pritegnili z nastopom na BOOM Festivalu v Novem Sadu tega leta in na Subotičkem festivalu leta 1979, na katerem so osvojili drugo nagrado publike. Med nastopom v zagrebškem klubu Kulušić jih je opazil predstavnik založbe Jugoton, kjer je izšel njihov prvi singl »Bela šljiva«, na račun uspeha tega pa je kmalu sledil debitantski album Plitka poezija. Izid tega je bil zaradi Titove bolezni preložen na 1980.
Kovačević se je medtem preusmeril na saksofon, Pekinški patki pa sta se pridružila kitarist Zoran Bulatović – Bale in basist Marinko Vukmanović. Sledila sta dva prepoznavna singla, »Bolje da nosim kratku kosu« in »Bila je tako lijepa«, po katerih je Kovačević zapustil skupino. Njihov drugi dolgometražni album, Strah od monotonije je bil glasbeno bolj pod vtisom novega vala (predvsem skupine Joy Division) in ni bil deležen uspeha, po njem je Pekinška patka prenehala z delovanjem.
Člani so se po tistem še nekajkrat zbrali za priložnostne nastope, med drugim leta 2008 na festivalu EXIT. Po koncertih v Beogradu, Novem Sadu in na nekaj festivalih leta 2010 so izdali nov singl »Un año de amor«.